# Augsburger Kajak-Verein
Der Augsburger Kajak-Verein (kurz: AKV) ist ein erfolgreicher Kanusportverein aus Augsburg. Die Sportler des Vereins haben im Kanuslalom etliche nationale und internationale Titel errungen.

## Geschichte
Der Augsburger Kajak-Verein wurde am 5. November 1924 gegründet. Besondere Bedeutung erlangte der Verein vor allem mit Beginn der 1970er-Jahre, als Augsburg durch die Errichtung des Eiskanals für die Olympischen Sommerspiele 1972 auch das Bundesleistungszentrum für Kanuslalom und Wildwasser erhielt, das seit 1992 zudem den Status eines Olympiastützpunktes besitzt. Wie auch der zweite erfolgreiche Augsburger Verein im Kanusport, Kanu Schwaben Augsburg (eine Abteilung des TSV Schwaben Augsburg), hat der AKV ein Bootshaus am Eiskanal. Daneben richteten die beiden Vereine 2003 zusammen das Augsburger Kanumuseum ein.

## Erfolge
Die Mitglieder des Augsburger Kajak-Vereins haben in der über 100-jährigen Geschichte des Vereins unter anderem folgende Titel errungen:
- 2 olympische Bronzemedaillen
- 34 Weltmeistertitel
- 13 Vize-Weltmeistertitel
- 26 Europameistertitel
- 213 Deutsche Meistertitel

## Bekannte Mitglieder

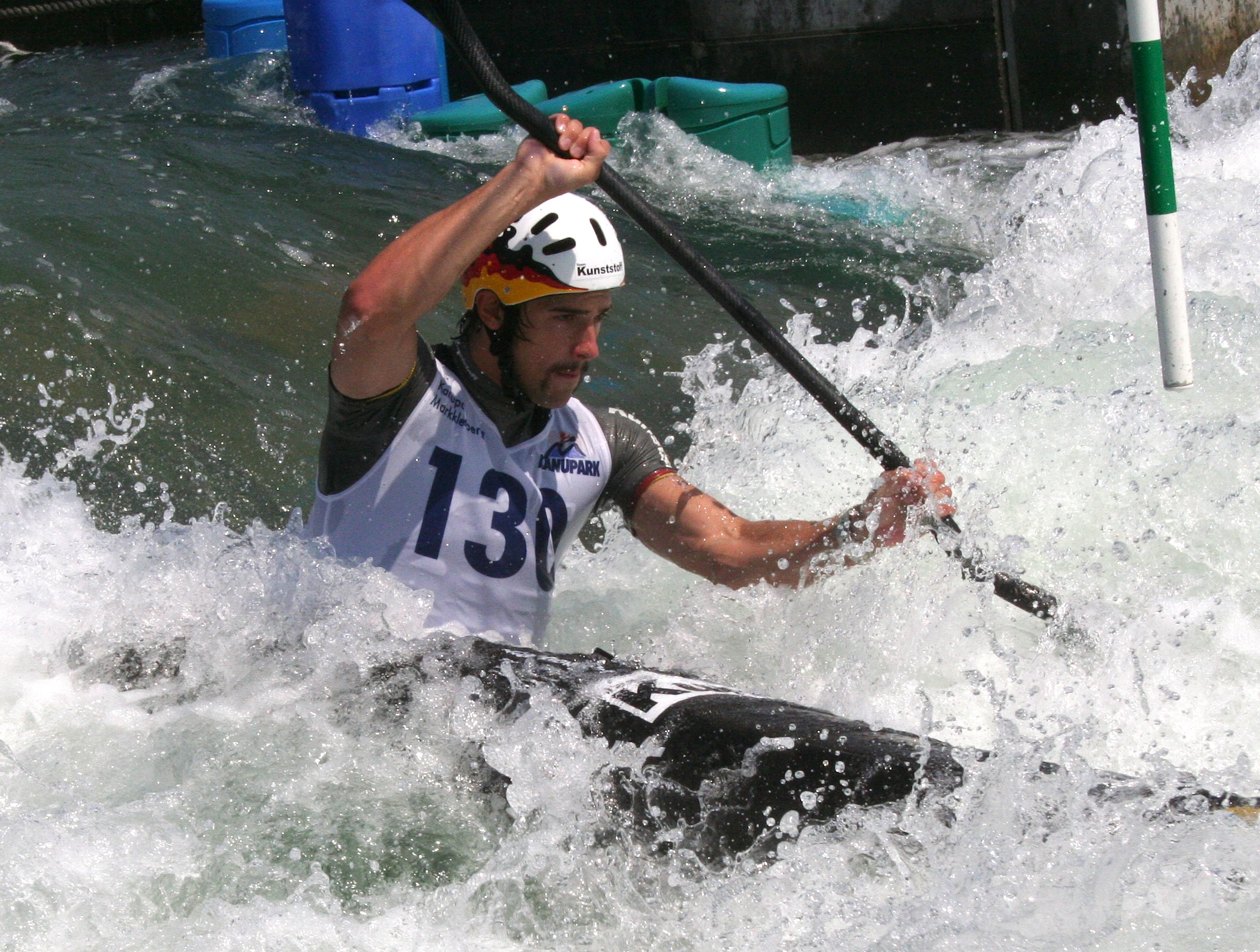
Hannes Aigner (2011)

- Hannes Aigner
- Gabi Loose
- Margit Messelhäuser
- Sideris Tasiadis